# Municipio de Harrisville (Míchigan)
El municipio de Harrisville (en inglés: Harrisville Township) es un municipio ubicado en el condado de Alcona en el estado estadounidense de Míchigan. En el año 2010 tenía una población de 1.348 habitantes y una densidad poblacional de 17,19 personas por km².

## Geografía
El municipio de Harrisville se encuentra ubicado en las coordenadas 44°38′31.05″N 83°21′6.89″O / 44.6419583, -83.3519139. Según la Oficina del Censo de los Estados Unidos, el municipio tiene una superficie total de 78,4 km² (30,3 mi²), de la cual 78,3 km² (30,2 mi²) corresponden a tierra firme y 0,1 km² (0 mi²) (0.13%) es agua.

## Demografía
En el 2000 la renta per cápita promedia del hogar era de $35.074, y el ingreso promedio para una familia era de $36.685. El ingreso per cápita para la localidad era de $15.907. En 2000 los hombres tenían un ingreso per cápita de $28.500 contra $20.588 para las mujeres. Alrededor del 9.90% de la población estaba bajo el umbral de pobreza nacional.